# Constantin Ciocan
Constantin Ciocan (n. 28 iulie 1943, Câmpina, Prahova, România) este un fost ciclist român. El a concurat la Jocurile Olimpice de vară din 1964 de la Tokyo, Japonia, în proba de șosea, echipe (alături de Gheorghe Bădără), clasându-se pe locul 9 cu timpul de 2 h 31 : 22,96, si la proba de șosea, individual (194,83 km), ocupând locul 58 cu un timp de 4 h 39 : 51,81.